# Рошфор, Луи-Пьер-Арман д’Алуаньи
Луи-Пьер-Арман д’Алуаньи (фр. Louis-Pierre-Arnand d'Aloigny; 1670 — 21 июля 1701, Париж), маркиз де Рошфор — французский военный деятель.

## Биография
Сын Анри-Луи д’Алуаньи, маркиза де Рошфора, маршала Франции, и Мадлен де Лаваль.
Маркиз де Рошфор, барон де Кран. Поступил корнетом в Кавалерийский полк короля 24 июня 1684. Патентом от 2 марта 1687 получил пехотный полк Бурбонне, которым в следующем году командовал при осадах Филиппсбурга, Мангейма и Франкенталя, в 1689—1691 годах в Германской армии.
В 1692 году участвовал в осаде Намюра и битве при Стенкерке, в 1693-м в битве при Неервиндене, где был ранен, и в осаде Шарлеруа, где получил еще одно ранение, в 1694-м в марше от Виньямона к Эспьерскому мосту, в 1695-м в бою под Тонгереном и осаде Брюсселя.
Бригадир пехоты (3.01.1696), в 1696—1697 годах служил во Фландрской армии, в 1698 году в Кудёнском лагере. Умер в возрасте 31 года и трех месяцев. Был холост.